# Данкур (Луи Эрто)
Луи Эрто, известный как Данкур (фр. Louis Heurteaux dit Dancourt; 1725, Париж — 29 июля 1801, Париж) — французский актёр и либреттист.
С юных лет играл в любительском театре, откуда был в конце 1740-х гг. приглашён в актёрскую труппу, сформированную по поручению Вольтера для исполнения его пьес. В этой труппе играл вместе с молодым Лёкеном. Затем выступал в составе французских театральных коллективов в Германии: в Байройте (1751—1752), Мюнхене (1753), Вене (1754) и Берлине (1755), но с началом Семилетней войны вынужден был вернуться во Францию. В 1761 г. дебютировал на сцене Комеди Франсэз, но успеха не имел.
В 1762 г. по приглашению Шарля Симона Фавара Данкур присоединился к французской труппе, собранной в Вене графом Дураццо, — первоначально в качестве актёра, но вскоре взял на себя преимущественно обязанности драматурга и либреттиста. В 1763 году он по заказу Кристофа Виллибальда Глюка переработал старую пьесу Алена Рене Лесажа «Пилигримы из Мекки» в либретто оперы «Непредвиденная встреча» (фр. La rencontre imprévue), которая была поставлена 7 января 1764 года в венском Бургтеатре и стала одной из самых успешных и востребованных работ Глюка; впрочем, эта опера почти всегда ставилась с переведённым на немецкий и/или значительно изменённым либретто, и оригинальная версия Данкура была реконструирована и поставлена только в 1990 году.
В дальнейшем Данкур работал в 1765—1766 гг. в брюссельском театре Ла-Монне, затем в Гааге и Берлине, а после 1771 г. — во второстепенных парижских театрах. На его счету — либретто к ряду опер Жана Жозефа Родольфа, Анри Жозефа Ригеля и других композиторов второго ряда.